# Zimbabue en los Juegos Olímpicos de Tokio 2020
Zimbabue estuvo representado en los Juegos Olímpicos de Tokio 2020 por cinco deportistas, cuatro hombres y una mujer, que compitieron en cuatro deportes.
Los portadores de la bandera en la ceremonia de apertura fueron el remero Peter Purcell-Gilpin y la nadadora Donata Katai. El equipo olímpico zimbabuense no obtuvo ninguna medalla en estos Juegos.